# Sean Morrison
Sean Joseph Morrison (Plymouth, 8 januari 1991) is een Engels voetballer die bij voorkeur als centrale verdediger speelt. Hij tekende in augustus 2014 een vierjarig contract bij Cardiff City, dat hem voor een niet bekendgemaakt bedrag overnam van Reading.

## Clubcarrière
Morrison speelde in de jeugd bij Plymouth Argyle en Swindon Town. Hij tekende zijn eerste profcontract in februari 2008. In maart 2008 kreeg hij een rugnummer toebedeeld. Hij maakte zijn profdebuut op 26 april 2008 tegen Gillingham. Hij viel tijdens de eerste helft in voor Jerel Ifil. Hij scoorde zijn eerste doelpunt op het hoogste niveau op 25 oktober 2008 tegen Oldham Athletic. In november 2008 werd hij kortstondig uitgeleend aan Southend United. Op 14 januari 2011 tekende hij een contract bij Reading. Op 23 maart 2011 werd hij voor het eerst uitgeleend aan Huddersfield Town. Echter speelde hij geen enkele wedstrijd voor die club. Op 23 augustus 2011 debuteerde hij voor Reading in de League Cup tegen Charlton Athletic. Hij scoorde meteen een doelpunt in zijn eerste wedstrijd voor de club. Op 24 januari 2012 werd hij opnieuw uitgeleend aan Huddersfield Town. Hij speelde negentien wedstrijden voor The Terriers. Op 2 oktober 2012 tekende hij een nieuw contract bij Reading tot medio 2016.
2 Romeo ·
4 Goutas ·
5 McGuinnes ·
6 Wintle ·
8 Ralls ·
10 Ramsey ·
11 O'Dowda ·
13 Rúnarsson ·
14 Bowler ·
16 Grant ·
17 Collins ·
18 Adams ·
19 Sawyers ·
21 Alnwick ·
22 Méïté ·
23 Siopis ·
24 Panzo ·
25 Evans ·
27 Colwill ·
32 Tanner ·
35 Rinomhota ·
37 Daley-Campbell ·
38 Ng ·
47 Robinson ·
Coach: Bulut